# Estadio José de la Paz Herrera Uclés
Het Estadio José de la Paz Herrera Uclés, of kortweg Estadio Chelato Uclés, is een multifunctioneel stadion in Tegucigalpa, een stad in Honduras. In het stadion is plaats voor 35.000 toeschouwers. Het stadion werd geopend in 1948.

## Gebruik
Het stadion wordt vooral gebruikt voor voetbalwedstrijden, de voetbalclubs CD Motagua, CD Olimpia en Lobos UPNFM maken gebruik van dit stadion. Het stadion heette eerst Estadio Nacional de Tegucigalpa, het werd gebruikt voor nationale elftal van Honduras voor het spelen van internationale wedstrijden tussen 1948 en 1997.

## Internationale toernooien
Er werd een aantal keer gebruik gemaakt van dit stadion om een internationaal toernooi te spelen. In 1955 werd hier het CCCF-kampioenschap 1955 georganiseerd, een, inmiddels opgeheven, toernooi voor landen die lid zijn van de CCCF. Ook het CONCACAF-kampioenschap, de opvolger van het hiervoor genoemde toernooi werd tweemaal in dit stadion afgewerkt, in 1967 en 1981.
De finale van de CONCACAF Champions League werd drie keer in dit stadion gespeeld. Op 1 februari 1973 gebeurde dat voor het eerst. In dat jaar speelde CD Olimpia tegen SV Robinhood, het werd 0–0. In 1981 was er een finalepoule met 3 teams (Pumas UNAH, het Mexicaanse Club Universidad Nacional en SV Robinhood). Alle teams speelden een keer tegen elkaar tussen 8 en 12 februari 1981. De derde keer was op 19 december 1988 toen CD Olimpia tegen Defence Force speelde en met 2–0 won.

## Stadionramp
Op 28 mei 2017 vond er een ramp in het stadion plaats, waarbij 4 doden en meer dan 25 gewonden vielen. Dat gebeurde bij de kampioenswedstrijd tussen CD Motagua en CD Honduras Progreso. Het werd een chaos in het stadion toen er te veel mensen waren, nadat er te veel kaartjes waren verkocht. Mensen bestormden het publiek voor een plek op de tribune en hierdoor kwamen mensen in de verdrukking.